# Švedska Istočnoindijska kompanija
Švedska Istočnoindijska kompanija („Svenska Ostindiska Companiet“) bila je jedna od Istočnoindijskih kompanija, koja se bavila trgovinom između Švedske i Indije i Istočna Azije.
Društvo je osnovano 1626. 1731. dolazi do osnivanja novog društva kojem je dodijeljena priviliegija trgovine s Istočnom Indijom. Glavni posao ovog društva bio je uvoz čaja iz carske Kine. Britanska Istočnoindijska kompanija je vremenom do kraja istisnula Šveđane s ovog područja.

## Vanjske poveznice
- Die Porto Nova Affaire (eng.) (pdf)